# Gabriel Gauthier
Gabriel Gauthier (Briant, 1808 - París, 1853) fou un organista i compositor francès.
Als onze anys quedà cec i ingressà en el Col·legi de Cecs de París, del que en fou professor; ocupà la plaça d'organista de Saint-Etienne du Mont (París), i deixà gran nombre de composicions musicals per a diversos instruments, i a més, simfonies, misses, quartets, etc. Va escriure Répertoire des mâitres de chapelle (1842-45), Considerations sur la question de la réforme du plain-chant (1843), Mécanisme de la composition instrumentale (1845).